# Nopsma armandoi
Espèce
Nopsma armandoi est une espèce d'araignées aranéomorphes de la famille des Caponiidae.

## Distribution
Cette espèce est endémique du Nicaragua,. Elle se rencontre dans le parc national du Cerro Saslaya.

## Description
Le mâle holotype mesure 7,6 mm.

## Publication originale
- Sánchez-Ruiz, Brescovit & Bonaldo, 2020 : Revision of the spider genus Nyetnops Platnick & Lise (Araneae: Caponiidae) with proposition of the new genus Nopsma, from Central and South America. Zootaxa, no 4751(3), p. 461-486.